# كلود وليم رايت
كلود وليم رايت (بالإنجليزية: Claud William Wright)‏ (9 يناير 1917 في إلينبورو، يوركشاير، إنجلترا - 15 فبراير 2010 في بورفورد، أوكسفوردشاير، إنجلترا)، وهو معروف أيضًا باسم ويلي رايت، كان موظفًا مدنيًا بريطانيًا بارزًا وكان أيضًا خبيرًا في تخصصات الجيولوجيا وعلم الأحياء القديمة وعلم الآثار.

## حياته
تلقى رايت تعليمه في تشارتر هاوس وكريست تشرش، أكسفورد، في جامعة أوكسفورد، وقد تأثر بالجيولوجي وليام أركيل، حيث أصبحت لديه هواية خطيرة. كانت مسيرته المهنية في مكتب الحرب / وزارة الدفاع، حيث وصل إلى رتبة نائب وزير.
في عام 1971، انتقل إلى وزارة التربية وشارك في إنشاء أول وزارة للفنون. في هذه الوظائف، كان يعمل مباشرة مع مارجريت تاتشر واللورد أكليس.
كانت الجيولوجيا من هوايات رايت حيث حصل على أعلى علاماته. أثناء عمله كموظف مدني كان بين عامي 1956-1958 رئيسًا لرابطة الجيولوجيين، ولكن بعد «تقاعده» في عام 1976، كان بإمكانه تخصيص وقته لمصالحه. من 1977 إلى 1983، كان زميل أبحاث لكلية ولفسون، أكسفورد.
كان رايت متزوجاً من أليسون ريدمان وله أربع بنات وابن.

## مرتبة الشرف
عن عمله في الخدمة المدنية حصل على شهادة بناء القدرات (1969). وقد فاز بالعديد من الجوائز والميداليات والزمالات في (برنامج هون). وهو مشارك في المتحف البريطاني).

## المنشورات
نشر ويلي العديد من المقالات حول مواضيع متنوعة مثل الأمونيت، ونجم البحر واللافقاريات وسرطان البحر الطباشيري وسحلية بريدلينغتون العملاقة الطائرة.

## مجموعات ويلي
تم تقسيم مجموعات ويلي رايت بين متحف التاريخ الطبيعي (25,500 قطعة في المجموع) ومكتبة رايت في متحف جامعة أكسفورد.

## قوارب فيريبي
أثناء المشي مع شقيقه بجانب نهر هامبر في عطلة، وجد رايت ثلاثة قوارب من العصر البرونزي فيريبي واحدة منها الآن في المتحف البحري الوطني.